# Ranunculus collinus
Ranunculus collinus är en ranunkelväxtart som beskrevs av Robert Brown och Dc.. Ranunculus collinus ingår i släktet ranunkler, och familjen ranunkelväxter. Inga underarter finns listade i Catalogue of Life.